# 津の國屋
津の國屋（つのくにや）は、歌舞伎役者の屋号。
初代嵐三右衛門が摂津の国の人だったことにその名は由来する。ただし、これまでに11代いる嵐三右衛門のうち、初代から六代目と八代目から十代目は「吉田屋」、七代目は「大黒屋」で、この「津の國屋」を使ったのは昭和55年 (1980) に死去した先代の三右衛門のみである。
津の國屋の名跡は以下のみ。参考までに定紋も併せて記した。
| 屋号                | 名跡                         | 定紋                           | 定紋 | 備考                       |
| ------------------- | ---------------------------- | ------------------------------ | ---- | -------------------------- |
| つのくにや 津の國屋 | あらし さんえもん 嵐三右衛門 | はっかくに このじ 八角に子の字 |      | 十一代目（称十代目）のみ。 |